# علی نقی‌اف
علی نقی‌اف (ترکی آذربایجانی: Əli Nağıyev) رئیس سرویس امنیت دولتی جمهوری آذربایجان است.

## زندگی‌نامه
علی نقی‌اف در سال ۱۹۵۸، در شهرستان بابک جمهوری خودمختار نخجوان در آذربایجان شوروی سابق متولد شد.

## کارنامه
علی نقی‌اف بین سال‌های ۲۰۰۵ تا ۲۰۱۱، معاونت وزارت امنیت ملی جمهوری آذربایجان را به عهده داشت. او معاونت ریاست اداره کل مبارزه با مفاسد اقتصادی تحت دادستان کل جمهوری آذربایجان را نیز طی سال‌های ۲۰۱۱ الی ۲۰۱۹ در کارنامه خود دارد.
برای مدتی به عنوان رئیس بخش مبارزه با جرایم اقتصادی در وزارت امنیت ملی فعالیت داشت. در سال ۲۰۰، به عنوان جانشین اول وزیر امنیت ملی منصوب شد. بنابر دستور الهام علی‌اف، ریاست جمهوری آذربایجان، درجه وی به سرلشکری ارتقاء پیدا کرد.
بر اساس دستور الهام علی‌اف، رئیس‌جمهور آذربایجان، در ۲۰ ژوئن ۲۰۱۹، به زمامداری سرویس امنیت دولتی جمهوری آذربایجان رسید.

## جایزه
به فرمان ۲۸ مارس سال ۲۰۱۸ الهام علی‌اف، نشان درجه ۳ «برای خدمت به وطن» به علی نقی‌اف اعطاء گردید.